# SF Express

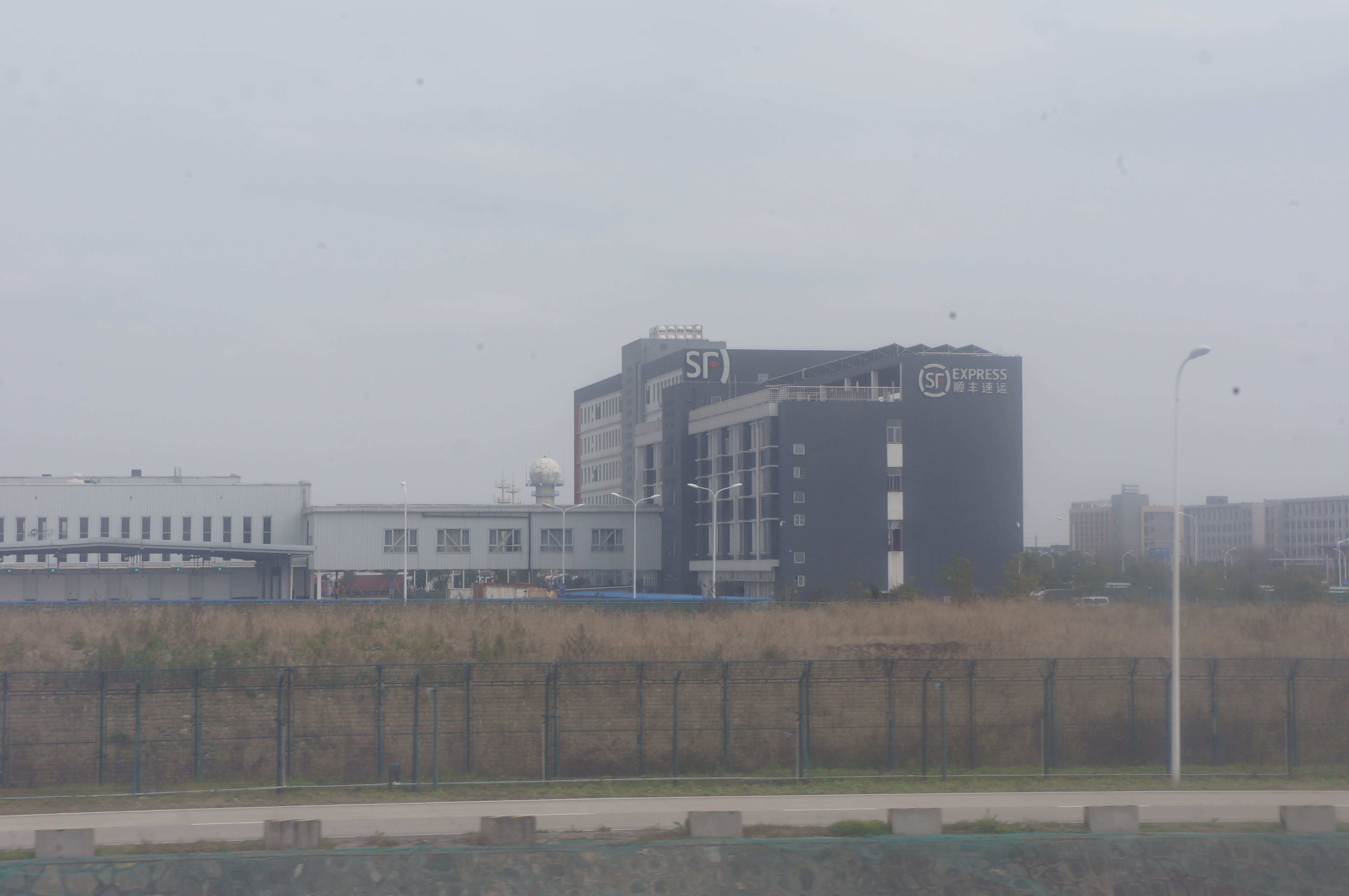
Bureux de SF Express sur l'aéroport international de Hangzhou Xiaoshan.

SF Express est une entreprise chinoise de logistique et de livraison. Son siège social est situé à Shenzhen.

## Historique

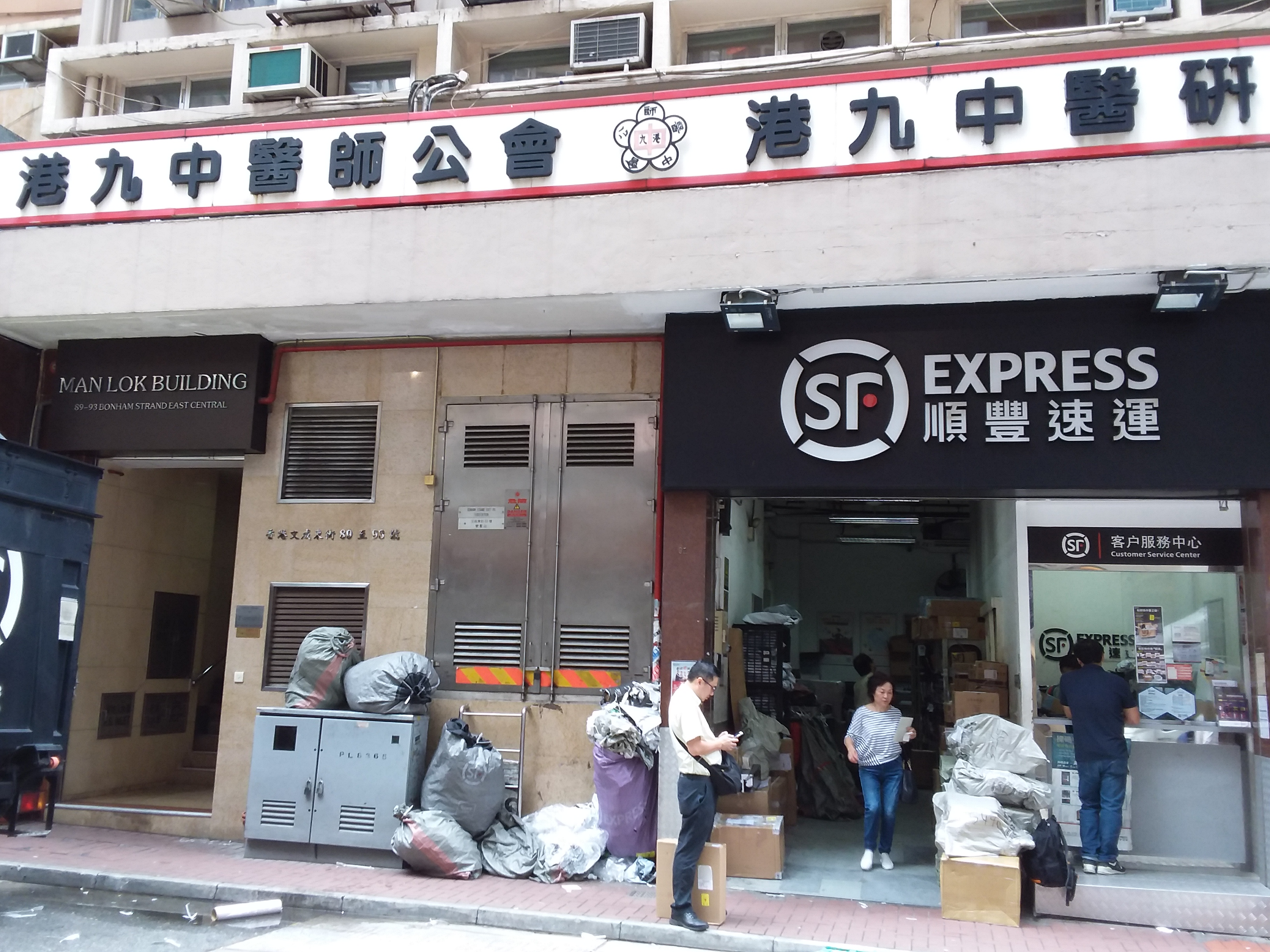
Un des points de dépôt de SF Express à Hong Kong en aout 2018.

Fondé en 1993 par Wang Wei avec 6 personnes et un van, SF Express (Group) Co., Ltd. is, est en 2017, le deuxième plus grand acteur de logistique et de livraison du pays après China Post et emploie début 2017 environ 400 000 personnes.

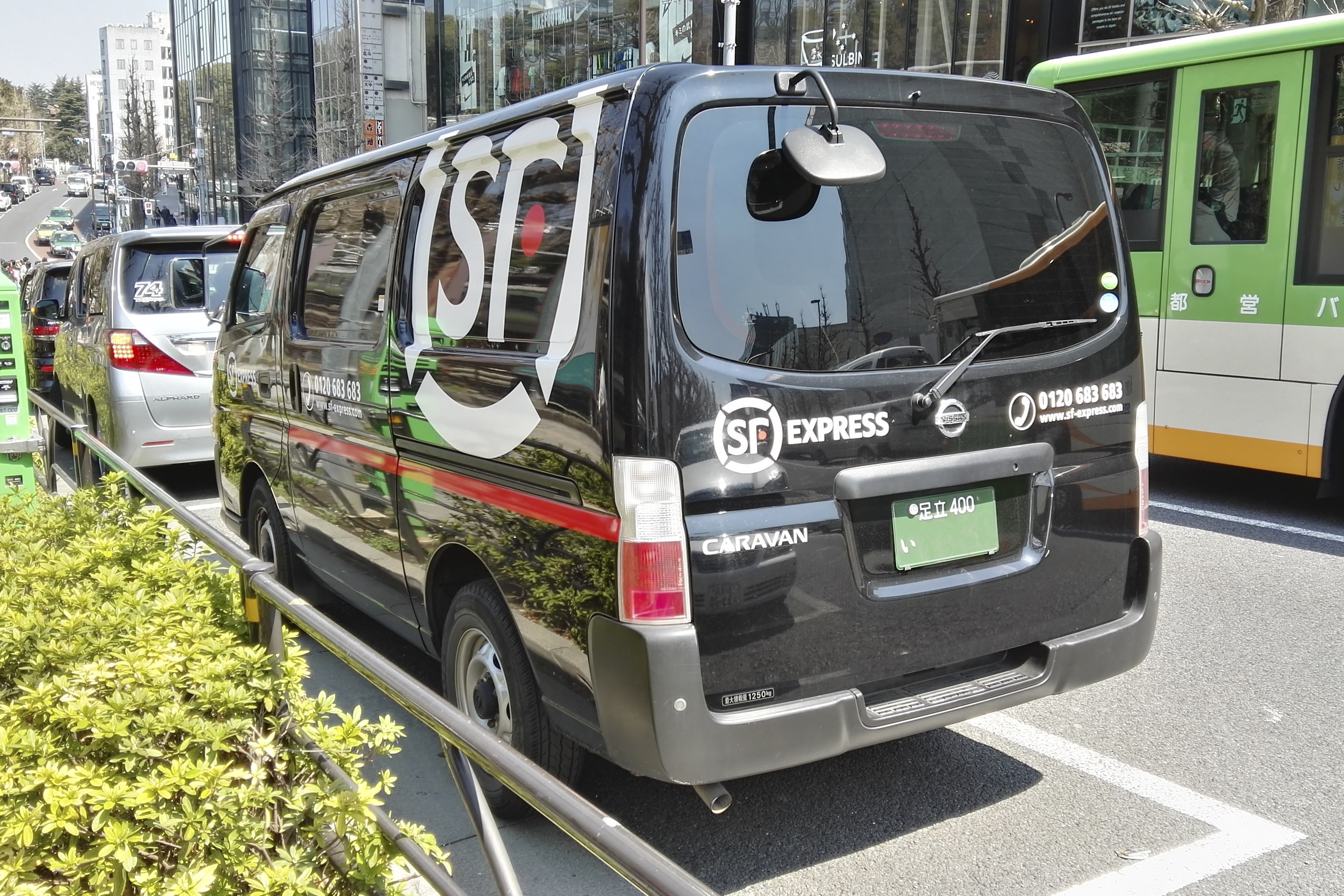
Un fourgon Nissan Caravan de SF Express à Tokyo en 2017.

Le 24 février 2017, elle est officiellement cotée à la Bourse de Shenzhen.

### SF Airlines

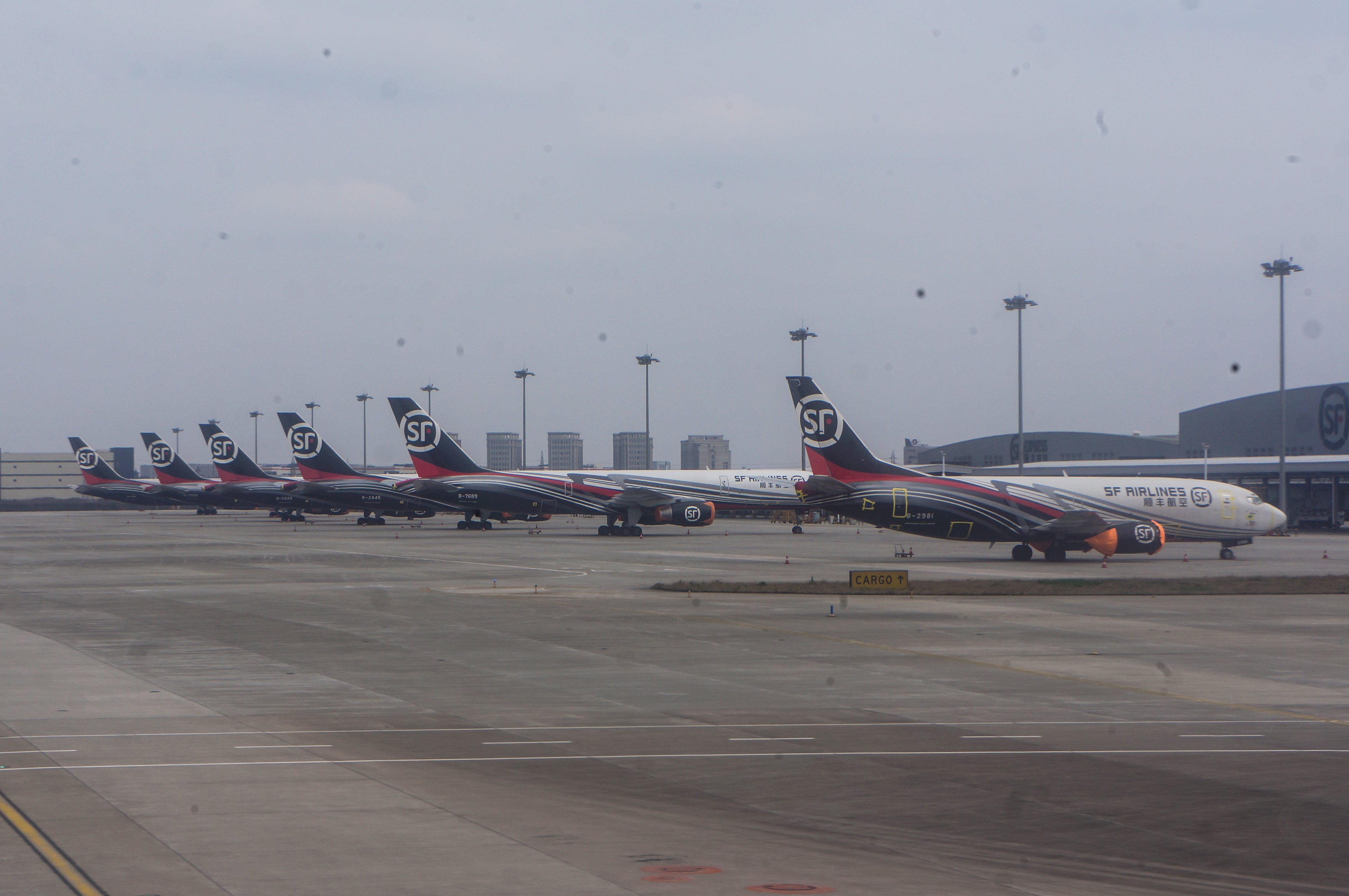
Alignement d'un Boeing 737 au premier plan et de cing Boeing 757 de SF Express le 31 janvier 2017 sur le tarmac de l’aéroport international de Hangzhou Xiaoshan.

Sa filiale aviation, la SF Express Fonair Aviation Co., plus connue comme SF Airlines (en), exploitant des avions de transport est lancée en 2009 et effectue ses premiers vols en 2010. Elle est basée à l'aéroport international de Shenzhen Bao'an.
En aout 2014, elle exploite 15 avions de seconde main soit 8 Boeing 757-200F, 4 Boeing 737-300F et 3 Boeing 737-400F.
Elle a au 31 décembre 2017 une flotte de 41 avions cargo Boeing qui a effectué 50 000 heures de vol et transporté 400 000 tonnes de marchandises.
Au 2 septembre 2018, elle réceptionne son 25e Boeing 757-200SF portant sa flotte à 47 appareils et le premier des deux Boeing 747-400F qu'elle a achetés d'occasion pour environ 160 millions de yuans l'unité (20 millions d'euros) réceptionné 26 octobre 2018 doit entrer en service avant fin 2018.
En octobre 2019, la flotte de SF Airlines est la suivante,:
| Avions               | En service | En commande | Notes                                                                            |
| -------------------- | ---------- | ----------- | -------------------------------------------------------------------------------- |
| Boeing 737-300SF     | 14         | —           |                                                                                  |
| Boeing 737-400SF     | 3          | —           |                                                                                  |
| Boeing 737-800BCF    | —          | TBD         | Lettre d'intention signé en 2014 avec Boeing pour remplacer les B-737 classiques |
| Boeing 747-400ERF    | 2          | —           | Provenant de Jade Cargo International (en).                                      |
| Boeing 757-200PCF    | 30         | 1           |                                                                                  |
| Boeing 767-300ER/BCF | 8          | —           |                                                                                  |
| Total                | 57         | 1           |                                                                                  |

#### Drones-cargo
En décembre 2017, le vice-président de SF Express, Li Dong Qi, qui est également responsable de SF Airline et d’une nouvelle filiale de livraison par drone du groupe, indique que les drones cargos vont prendre une proposition de plus en plus importante dans la flotte aérienne de l’entreprise.
Avec une première base d’acheminement et de livraison par drone installée à la province de Sichuan, Li prévoit de mettre en place un réseau de distribution « dronisée » pour atteindre en moins de 36 heures l’ensemble des villes chinoises de troisième rang et en dessous. Pour cela, le réseau s’appuiera essentiellement sur trois catégories de drone cargo – « de ligne » d’une capacité de plusieurs tonnes, régional de classe une tonne et terminal jusqu’à quelques dizaines de kilos –.
SF Express participe à au moins trois programmes de drones-cargos de grande capacité en 2018 réalisés par des industriels publics et privés chinois :
- AT200, développé avec l'académie chinoise des sciences, il s'agit plus grand drone cargo du monde en 2017 avec une « soute » de 10 m3 et une capacité d’emport de 1 500 kg. Il s'agit d'une version dronisé de l'avion utilitaire PAC 750XL néo-zélandais assemblé à Changzhou par une coentreprise réunissant Pacific Aerospace et Beijing Automotive[11]. Son premier vol de 26 minutes est réalisé le 26 octobre 2017, dans la région de l’aéroport Neifu du Xian de Pucheng (Shaanxi) (province du Shaanxi)[12];
- FH-98, développée avec la Société de sciences et technologies aérospatiales de Chine, il s'agit d'une version dronisé d'une capacité de 1 500 kg du biplan Y-5B, version chinoise de l'Antonov An-2. Son premier vol a lieu en octobre 2018[13] ;
- TB001 « Scorpion à double queue » réalisé par la start-up Tengden; un drone de trois tonnes larguant un container freiné par parachute pour des fournitures d’urgence. Son premier vol a lieu le 26 septembre 2017[14] et son premier essai de largage le 26 décembre 2017[10].

Elle développe également des drones de moyenne capacité comme le drone VTOL à voilure fixe "Manta Ray" d'une autonomie 120 km et d'une capacité 10 kg présenté en 2017.